# Tiana (Barcelona)
Tiana es un municipio español de la provincia de Barcelona. Situado en la sierra de la Marina, en la costa de levante de Cataluña. Está situado en la parte más meridional de la comarca del Maresme, a 15 km de Barcelona y a 20 km de Mataró. Cuenta con una población de 9305 habitantes (INE 2024).
Limita al norte con los municipios vecinos de Santa María de Martorellas de Arriba y San Fausto de Campcentellas, al este con El Masnou y Alella, al sur con Montgat, antigua barriada marinera de Tiana hasta su independencia en el año 1933, y al oeste con Badalona.
Tiana tiene una extensión de 7,9 km², la mayor parte de bosque, viña y matojo.
El término municipal de Tiana se encuentra rodeado por las suaves ondulaciones de unas montañas de poca altitud. Esta cadena de montañas adopta la forma de una concha que protege a Tiana de los vientos del norte.

## Demografía
Tiana cuenta con una población de 9305 habitantes (INE 2024).
| Gráfica de evolución demográfica de Tiana entre 1842 y 2021 |
| |
| Población de derecho según los censos de población del INE. Población de hecho según los censos de población del INE.En este censo se denominaba Tiana y Mongat: 1842. Entre el censo de 1940 y el anterior, disminuye el término del municipio porque independiza a Mongat. |

Tiana contaba con 9198 habitantes (INE, 2023), situándose aun por debajo de los municipios de su entorno como Badalona, Montgat, el Masnou o Alella, que superan en el menor de los casos los nueve mil habitantes.
La escasez de suelo declarado urbanizable y la topología constructiva del municipio no ha permitido que el crecimiento del municipio fuese espectacular, a pesar de su situación en el contorno barcelonés. 
La densidad residencial en el municipio es de 60 hab/ha de suelo urbano, muy por debajo de las densidades que se encuentran en los municipios cercanos del contiguo urbano de Barcelona, con densidades que superan los 300 hab/ha, pero por encima de otros municipios del entorno como Alella (30 hab/ha) caracterizados por un crecimiento disperso. 
El crecimiento demográfico de Tiana se ha dado básicamente a partir de los años ochenta. En los últimos años este proceso se ha estabilizado, aunque la población del municipio sigue creciendo.
En el proceso de consolidación de las primeras residencias ha estado el factor clave del crecimiento demográfico del municipio. En poco más de quince años, el porcentaje de primeras residencias ha aumentado desde el 62,6% el año 1981, hasta el 92,9% a principios del año 2000 sobre el total de residencias del municipio.

## Economía
Tiana es un municipio básicamente residencial que acoge a gente que vivía en Barcelona y que ha decidido establecer su residencia en el área metropolitana aunque continúan trabajando en el Barcelonés. 
Por tanto, los lugares de trabajo en Tiana son reducidos y están destinados mayoritariamente en los servicios, concretamente a los relacionados con la satisfacción de las necesidades más inmediatas de las familias, como la alimentación. 
En cuanto a otros sectores, la construcción se ha visto potenciada por el fuerte crecimiento urbanístico de Tiana y en pocos años ha crecido casi un 42%.
A pesar del elevado nivel socioeconómico de la población, por las características de ciudad residencial del municipio, la actividad económica local tiene un peso muy bajo en la renta de la población.
Cabe destacar que Tiana produce el cava Parxet, cava de gran calidad que se produce en esta villa con viñedos del Maresme y otros lugares de Cataluña. Este municipio, además, forma parte de la Denominación de Origen viticultora de Alella (vino) y en él se encuentran algunas de las más importantes bodegas de la DO Alella como AltaAlella o Quim Batlle.

## Administración y política
| Periodo   | Nombre                                                                          | Partido                                              |
| --------- | ------------------------------------------------------------------------------- | ---------------------------------------------------- |
| 1979-1983 | Rafael Ballús Peraferrer (1979-1980) José María Galceran Villanueva (1980-1983) | PSC CiU                                              |
| 1983-1987 | Josep Maria Escudé Casanova                                                     | CiU                                                  |
| 1987-1991 | Josep Maria Escudé Casanova                                                     | CiU                                                  |
| 1991-1995 | Josep Maria Escudé Casanova                                                     | CiU                                                  |
| 1995-1999 | Ferran Vallespinós i Riera                                                      | PSC                                                  |
| 1999-2003 | Ferran Vallespinós i Riera                                                      | PSC                                                  |
| 2003-2007 | Ferran Vallespinós i Riera                                                      | PSC                                                  |
| 2007-2011 | Emili Muñoz Martínez                                                            | Gent-EPM                                             |
| 2011-2015 | Esther Pujol Martí                                                              | PSC                                                  |
| 2015-2019 | Esther Pujol Martí                                                              | PSC                                                  |
| 2019-2023 | Marta Martorell i Camps                                                         | Isaac Salvatierra Pujol -Junts per Tiana, desde 2022 |
| 2023-act. | Isaac Salvatierra Pujol                                                         | Junts per Tiana                                      |

## Cultura
En 2007, el municipio acogió el festival musical Tiana Winter Fest, un festival de música alternativa que recogía la actualidad musical en lo que al Hardcore y Metal se refiere.